# Levi Eshkol
Pour les articles homonymes, voir Eshkol.
Levi Eshkol (en hébreu : לוי אשכול) (né le 25 octobre 1895, mort le 26 février 1969) est un homme d'État, troisième Premier ministre de l'État d'Israël de 1963 jusqu'à sa mort (d'une crise cardiaque) en 1969.

## Biographie
Né en 1895 dans le village d'Orativ à proximité de la ville de Kiev en Ukraine, Levi Eshkol est né d'une mère de culture hassidique et d'un père plutôt proche des mitnagdim. Levi Eshkol reçoit donc une éducation fortement religieuse. Il immigre en Palestine ottomane en 1914. Il s'engage dès son arrivée dans la Légion juive.
Eshkol est élu à la Knesset pour la première fois en 1951, en tant que membre du parti Mapaï. En 1963, il succède à David Ben Gourion au poste de Premier ministre. Son mandat se caractérise par une forte ouverture à l'international, un rapprochement avec l'Allemagne de l'Ouest (premiers contacts diplomatiques en 1965), et des liens culturels forts avec l'URSS.

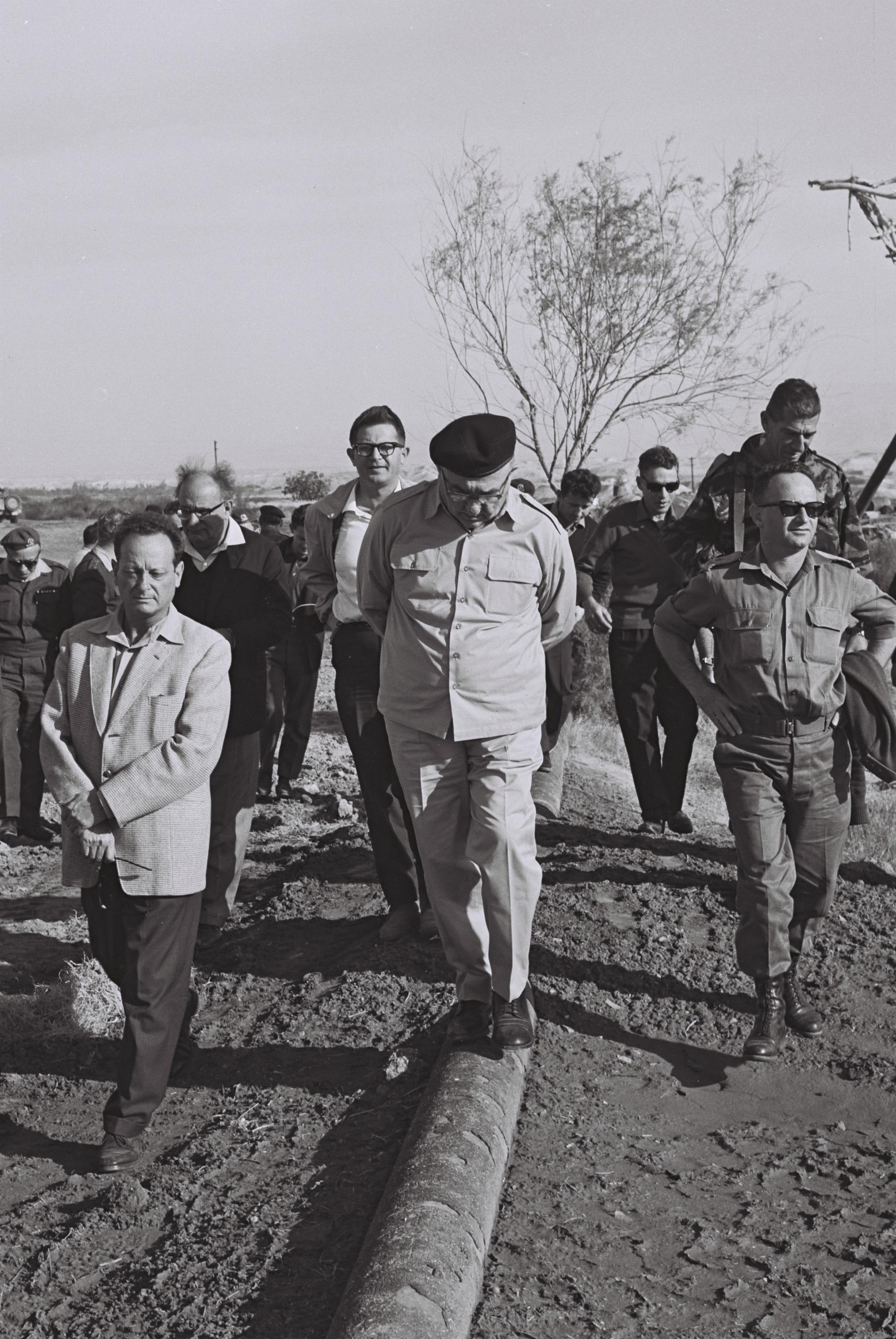
Le Premier ministre israélien Levi Eshkol, au centre, en visite à Beit HaArava, en Cisjordanie, le 11 décembre 1967.

Durant la guerre des Six Jours, il rassemble un gouvernement d'union nationale, et confie le portefeuille de la Défense à Moshe Dayan.
En Israël, Levi Eshkol est particulièrement connu pour avoir mis en place le système national de distribution de l'eau.

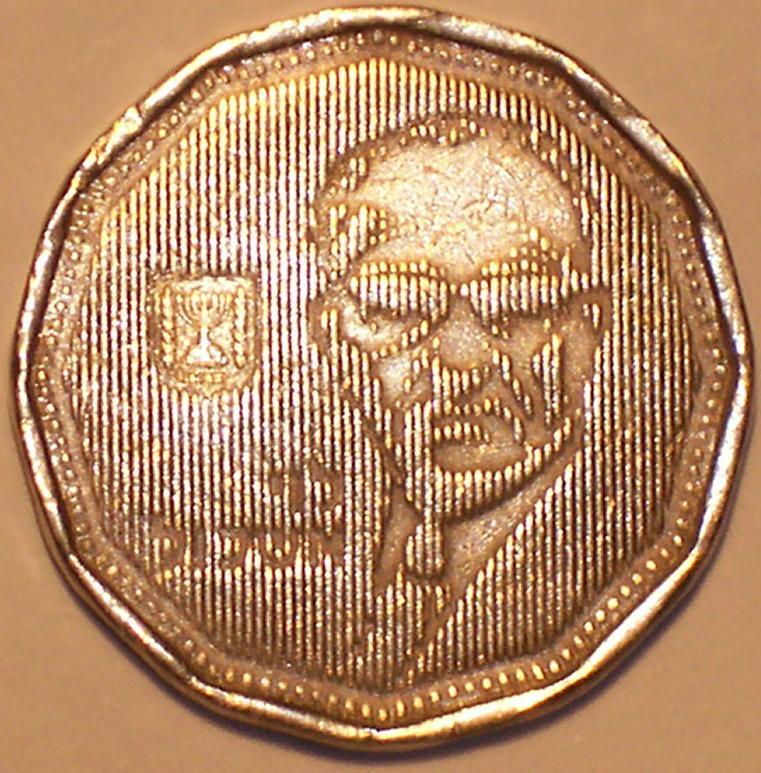
verso d'une pièce de 5 Shekel, édition spéciale Lévi Eshkol.

Sheizaf Rafaeli est son petit-fils.